# あの唄はもう唄わないのですか
「あの唄はもう唄わないのですか」（あのうたはもううたわないのですか）は、日本のフォークデュオ「風」の2枚目のシングルである。

## 概要
アルバム『時は流れて…』からの先行シングルで、アルバムバージョンはアレンジが異なっている。シングルバージョンが、ベストアルバムに収録されることは少ない。

## 収録曲
| #         | タイトル                         | 作詞・作曲 | 編曲      | 時間 |
| --------- | -------------------------------- | ---------- | --------- | ---- |
| 1.        | 「あの唄はもう唄わないのですか」 | 伊勢正三   | 石川鷹彦  | 3:51 |
| 2.        | 「二人のための夜」               | 大久保一久 | 後藤次利  | 4:08 |
| 合計時間: | 合計時間:                        | 合計時間:  | 合計時間: | 7:59 |

## 収録アルバム
- シングル・コレクション -22才の別れ-[1]（2007年7月4日、CRCP-20406）
- 伊勢正三の世界〜PANAMレーベルの時代〜（2021年9月22日、CRCP-20579/80）